# Seznam alžirskih atletov
Seznam alžirskih atletov.

## B
- Hassiba Boulmerka

## E
- Boughera El-Ouafi

## M
- Nouria Mérah-Benida
- Alain Mimoun
- Noureddine Morceli

## S
- Djabir Saïd-Guerni